# Virginia Lee Corbin
Pour les articles homonymes, voir Lee et Corbin.
Virginia Lee Corbin (née La Verne Virginia Corbin) est une actrice américaine née le 5 décembre 1911 à Prescott, Arizona (États-Unis), décédée le 5 juin 1942 à Winfield (Illinois).

## Filmographie
- 1916 : Intolérance (Intolerance: Love's Struggle Throughout the Ages), de D. W. Griffith : Enfant (Epilogue)
- 1916 : By Conscience's Eye
- 1916 : The Castle of Despair
- 1916 : Behind Life's Stage
- 1916 : Pidgin Island : Rôle indéterminé
- 1917 : Heart Strings : Johanna, enfant
- 1917 : The Old Toymaker
- 1917 : Somebody Lied
- 1917 : Vengeance of the Dead, de Henry King
- 1917 : The Light of Love
- 1917 : Three Women of France
- 1917 : Jack and the Beanstalk : Virginia / Princesse Regina
- 1917 : Aladin (Aladdin and the Wonderful Lamp) : Princesse Badr al-badr
- 1917 : Les Enfants dans la forêt (The Babes in the Woods) de Chester M. Franklin et Sidney Franklin : Rose / Gretel
- 1918 : Treasure Island (en) : Louise Trelawney
- 1918 : Six Shooter Andy : Rôle d'enfant indéterminé
- 1918 : Ace High : Annette Dupre (child)
- 1918 : Fan Fan : Fan Fan
- 1919 : The Forbidden Room : Virginia Clark
- 1920 : The White Dove, de Henry King : Dorothy Lanyon
- 1923 : The Cafe of Fallen Angels
- 1923 : Enemies of Children
- 1924 : Wine of Youth, de King Vidor : Flapper
- 1924 : All's Swell on the Ocean
- 1924 : Sinners in Silk : Flapper
- 1924 : The City That Never Sleeps (en) de James Cruze : Molly Kendall
- 1924 : Broken Laws : Patsy Heath (age 16)
- 1924 : The Chorus Lady : Nora O'Brien
- 1925 : Three Keys : Edna Trevor
- 1925 : The Cloud Rider : Blythe Wingate
- 1925 : Lilies of the Streets : Judith Lee
- 1925 : Voulez-vous m'épouser ? (Headlines) : 'Bobby' Dale
- 1925 : The Handsome Brute : Nelly Egan
- 1925 : North Star : Marcia Gale
- 1926 : Raymond s'en va-t-en guerre (Hands Up!) de Clarence G. Badger : Alice Woodstock
- 1926 : The Honeymoon Express : Becky
- 1926 : Ladies at Play : Dotty
- 1926 : The Whole Town's Talking : Ethel Simmons
- 1927 : Chasing Choo Choos : Virginia Craig
- 1927 : The Perfect Sap : Ruth Webster
- 1927 : Driven from Home
- 1927 : Play Safe : Virginia Craig
- 1927 : No Place to Go : Virginia Dare
- 1928 : The Head of the Family : Alice Sullivan
- 1928 : Bare Knees : Billie Durey
- 1928 : Princesse de Luna Park (The Little Snob) : Jane
- 1928 : Jazzland : Martha Baggott
- 1929 : Knee High
- 1929 : Jazz Mamas
- 1929 : Footlights and Fools : Claire Floyd
- 1931 : Morals for Women : Maybelle
- 1931 : Shotgun Pass : Sally Seagrue
- 1931 : Forgotten Women : Sissy Salem
- 1931 : X Marks the Spot : Hortense